# トータルパッケージ
トータルパッケージ株式会社は、東京都墨田区に本社を置く、包装資材の製造・販売会社。

## 沿革
- 1969年 - 株式会社文友社、株式会社東栄、レンゴー株式会社の出資により岩槻パッケージ株式会社を設立。
- 1971年 - 株式会社文友社の加工製品部と株式会社東栄の川口工場を吸収してトータルパッケージ株式会社に商号変更。本社を文京区本郷に移転。
- 2007年 - 本社を墨田区両国に移転

## 製造拠点
- 岩槻工場

## 参考
- トータルパッケージ